# Хризантемы (фильм)
«Хризантемы» (1914) — немой художественный полнометражный[уточнить] фильм Петра Чардынина. Другие названия фильма «Трагедия балерины» и «Роман балерины». Фильм сохранился без надписей. Премьера состоялась 4 ноября 1914 года. 

## Сюжет
Балерина Вера Неволина влюблена в Владимира, у которого много долгов и постоянно появляются все новые и новые. Вера предлагает Владимиру свои драгоценности чтоб рассчитаться с долгами. Но тут внимание Владимира привлекает молодая и богатая вдова, наследница отцовских миллионов, он видит в свадьбе с ней единственный способ поправить свои дела и обустроить свою дальнейшую жизнь. Он начинает усиленно ухаживать за вдовой. Вера не может свыкнуться с мыслью об утрате любимого человека, она идет в дом вдовы, и там находит любимого, но Владимир не признает Веру. Не в силах вынести предательство любимого человека, во время очередного спектакля Вера принимает яд…

## В ролях
- Вера Каралли — Вера Алексеевна Неволина
- Иван Мозжухин — Владимир
- Раиса Рейзен — Вдова
- Софья Гославская
- Лидия Триденская
- Александр Херувимов — Администратор театра

## Ремейк
В 2009 году был снят любительский ремейк фильма — картина «Pieta» (киностудия «Декаданс», Санкт-Петербург)[значимость факта?].